# Copa Libertadores 2017
La Copa Libertadores 2017, oficialmente Copa Conmebol Libertadores 2017 y denominada por motivos comerciales Copa Conmebol Libertadores Bridgestone 2017, fue la quincuagésima octava edición del torneo de clubes más importante de América del Sur, organizado por la Confederación Sudamericana de Fútbol, en la que participaron equipos de diez países sudamericanos: Argentina, Bolivia, Brasil, Chile, Colombia, Ecuador, Paraguay, Perú, Uruguay y Venezuela. México declinó su participación tras no poder ajustarse al nuevo calendario del torneo, dejando de participar desde esta edición. El certamen tuvo un receso entre la fase de grupos y los octavos de final, debido a la realización de la Copa FIFA Confederaciones 2017 en Rusia.
El sorteo se realizó el 21 de diciembre de 2016 en la sede de la Conmebol, ubicada en Luque, Paraguay.
El campeón fue el Grêmio de Brasil, que logró su tercer título en esta competición. Gracias a él, jugó la Copa Mundial de Clubes de la FIFA 2017, y enfrentó a Independiente de Argentina por la Recopa Sudamericana 2018. Asimismo, clasificó a la fase de grupos de la Copa Libertadores 2018.
Con 37 años y 135 días, el argentino José Sand se convirtió en el jugador más veterano en ser el máximo goleador del certamen, con 9 goles; mientras que, con 42 años y 322 días, Zé Roberto se convirtió en el futbolista más veterano en marcar en la historia de la competencia al anotar en la jornada fecha de la fase de grupos para Palmeiras frente a Atlético Tucumán.

## Modificaciones
El 7 de diciembre de 2016, la Conmebol dio a conocer el cambio de formato del torneo, que pasará de 38 equipos a 47 y se realizará, de ahora en adelante, de manera anual, entre fines de enero hasta finales de noviembre. En consecuencia, se modificaron los cupos de la siguiente manera:
- 1 plaza adicional fija en la fase de grupos, para el campeón de la Copa Sudamericana, que hasta la edición anterior, desplazaba al último equipo clasificado del país respectivo (salvo en el caso de Argentina) y participaba en la fase preliminar.
- 11 plazas adicionales repartidas entre los diez países de la Conmebol:
  - 2 para Brasil, que hacen un total de 7 (2 en las fases clasificatorias y 5 en la fase de grupos).
  - 1 para Argentina, 6 en total (1 y 5).
  - 1 para los ocho países restantes, 4 en total (2 y 2).

Asimismo, se implementó que 10 equipos eliminados de la competencia sean transferidos a la segunda fase de la Copa Sudamericana 2017. Ellos serán los 2 mejores perdedores de la fase 3 y los 8 terceros de la fase de grupos, de tal manera que ningún equipo podrá jugar simultáneamente ambos torneos.

## Formato del torneo
Según ratificó la Conmebol, el desarrollo del torneo tiene cambios con respecto al formato de las ediciones anteriores, debido al retiro del torneo de la Federación Mexicana de Fútbol y, asimismo, la adición de cupos para los diez países que conforman la Conmebol. La competición contó con tres primeras fases de eliminación directa, en las que participaron 19 equipos, seguido de una fase de grupos con 32 equipos; de la fase de grupos accederán a las cuatro últimas fases (octavos de final, cuartos de final, semifinales y final), también de eliminación directa, los mejores 16 equipos.
Fase 1
La disputaron seis equipos provenientes de Bolivia, Ecuador, Paraguay, Perú, Uruguay y Venezuela. Se emparejaron por sorteo para dar como resultado tres llaves en las que se jugaron series de partidos de ida y vuelta. Los tres ganadores de estas llaves clasificaron a la fase 2.
Fase 2
Fue jugada por dieciséis equipos, tres clasificados de la fase 1 y trece designados previamente: Brasil, Chile y Colombia aportaron dos cupos cada uno, y los siete países restantes uno cada uno. Los ocho cruces se definieron por sorteo y se jugaron series con partidos de ida y vuelta. Los ocho vencedores de esta ronda pasaron a la fase 3.
Fase 3
En esta tercera fase participaron los ocho equipos que accedieron de la fase anterior. Se llevó a cabo bajo el mismo formato de las rondas anteriores: emparejamientos por sorteo y partidos de ida y vuelta. Los cuatro ganadores obtuvieron el derecho a jugar la fase de grupos, y los dos mejores perdedores serán transferidos a la segunda fase de la Copa Sudamericana.
Fase de grupos
Esta fase fue jugada por 32 clubes, que fueron: cuatro ganadores de la fase anterior, dos clasificados como campeones de los torneos de la Conmebol (Copa Libertadores y Copa Sudamericana) del año anterior y veintiséis cupos otorgados para las diez federaciones participantes del torneo. Argentina y Brasil tuvieron cinco plazas y los otros ocho países dos cupos cada uno.
Los 32 participantes se dividieron en ocho grupos de cuatro equipos cada uno, que jugaron por el sistema de todos contra todos a ida y vuelta. Los ubicados en el primer y segundo puesto de la tabla de posiciones final de cada grupo accedieron a octavos de final.
Fases finales
Las fases finales estuvieron conformadas por octavos de final, cuartos de final, semifinales y final, que se jugaron bajo el formato de eliminación directa, con partidos de ida y vuelta, en los que rigió la regla del gol de visitante. A la ronda de octavos de final clasificaron 16 equipos divididos en 8 llaves o cruces, los cuales fueron determinados por sorteo entre los equipos ordenados en las tablas de primeros y segundos, según su desempeño en la Fase de grupos. Los ocho ganadores de esa fase accedieron a cuartos de final. Allí se enfrentaron esos ocho en 4 llaves, dando a cuatro clasificados para semifinales, en las que se definieron de la misma forma los dos finalistas del torneo, que podrían haber pertenecido a la misma asociación nacional si se hubiera dado el caso. En la última fase, la final, no se aplicó la regla del gol de visitante.

### Distribución de cupos
| Asociación                      | Cupos | Fase de grupos | Fase 3 | Fase 2 | Fase 1 |
| ------------------------------- | ----- | -------------- | ------ | ------ | ------ |
| Brasil                          | 7     | 5              | –      | 2      | –      |
| Argentina                       | 6     | 5              | –      | 1      | –      |
| Bolivia                         | 4     | 2              | –      | 1      | 1      |
| Chile                           | 4     | 2              | –      | 2      | –      |
| Colombia                        | 4     | 2              | –      | 2      | –      |
| Ecuador                         | 4     | 2              | –      | 1      | 1      |
| Paraguay                        | 4     | 2              | –      | 1      | 1      |
| Perú                            | 4     | 2              | –      | 1      | 1      |
| Uruguay                         | 4     | 2              | –      | 1      | 1      |
| Venezuela                       | 4     | 2              | –      | 1      | 1      |
| Campeón de la Copa Libertadores | 1     | 1              | –      | –      | –      |
| Campeón de la Copa Sudamericana | 1     | 1              | –      | –      | –      |
| Fase anterior                   | –     | 4              | 8      | 3      | –      |
| Total                           | 47    | 32             | 8      | 16     | 6      |

## Equipos participantes
El 15 de octubre de 2016, la Conmebol anunció los criterios de clasificación a aplicarse en esta edición.
| País                                                       | Equipo                                                                                     | Vía de clasificación |
| ---------------------------------------------------------- | ------------------------------------------------------------------------------------------ | --- |
| Argentina 6 cupos                                          | Lanús San Lorenzo Estudiantes (LP) Godoy Cruz River Plate Atlético Tucumán                 | Campeón del Campeonato de Primera División 2016 Subcampeón del Campeonato de Primera División 2016 3.º puesto del Campeonato de Primera División 2016 4.º puesto del Campeonato de Primera División 2016 Campeón de la Copa Argentina 2015-16 5.º puesto de la tabla general del Campeonato de Primera División 2016                                                                        |
| Bolivia 4 cupos                                            | Sport Boys Jorge Wilstermann The Strongest Universitario de Sucre                          | Campeón del Torneo Apertura 2015 Campeón del Torneo Clausura 2016 Mejor equipo ubicado en la tabla acumulada del Campeonato de Primera División 2015-16 2.º mejor equipo ubicado en la tabla acumulada del Campeonato de Primera División 2015-16 |
| Brasil 7 cupos + campeón vigente de la Copa Sudamericana   | Chapecoense Palmeiras Grêmio Santos Flamengo Atlético Mineiro Botafogo Atlético Paranaense | Campeón de la Copa Sudamericana 2016 Campeón del Campeonato Brasileño de Serie A 2016 Campeón de la Copa de Brasil 2016 Subcampeón del Campeonato Brasileño de Serie A 2016 3.º puesto del Campeonato Brasileño de Serie A 2016 4.º puesto del Campeonato Brasileño de Serie A 2016 5.º puesto del Campeonato Brasileño de Serie A 2016 6.º puesto del Campeonato Brasileño de Serie A 2016 |
| Chile 4 cupos                                              | Universidad Católica Deportes Iquique Colo Colo Unión Española                             | Campeón del Torneo Clausura 2016 y del Torneo Apertura 2016 Subcampeón del Torneo Apertura 2016 Campeón de la Copa Chile 2016 Ganador de la Definición Pre-Libertadores 2016 |
| Colombia 4 cupos + campeón vigente de la Copa Libertadores | Atlético Nacional Independiente Medellín Santa Fe Millonarios Junior                       | Campeón de la Copa Libertadores 2016 Campeón del Torneo Apertura 2016 Campeón del Torneo Finalización 2016 Mejor equipo ubicado en la Reclasificación 2016 2.º mejor equipo ubicado en la Reclasificación 2016 |
| Ecuador 4 cupos                                            | Barcelona Emelec El Nacional Independiente del Valle                                       | Campeón del Campeonato Ecuatoriano de Serie A 2016 Mejor equipo ubicado en la tabla acumulada del Campeonato Ecuatoriano de Serie A 2016 2.º mejor equipo ubicado en la tabla acumulada del Campeonato Ecuatoriano de Serie A 2016 3.º mejor equipo ubicado en la tabla acumulada del Campeonato Ecuatoriano de Serie A 2016                                                                |
| Paraguay 4 cupos                                           | Libertad Guaraní Olimpia Deportivo Capiatá                                                 | Campeón en la temporada 2016 con mayor puntaje acumulado Campeón en la temporada 2016 con menor puntaje acumulado Mejor equipo ubicado en la tabla acumulada de la temporada 2016 2.º mejor equipo ubicado en la tabla acumulada de la temporada 2016 |
| Perú 4 cupos                                               | Sporting Cristal Melgar Universitario Deportivo Municipal                                  | Campeón del Campeonato Descentralizado 2016 Subcampeón del Campeonato Descentralizado 2016 3.º puesto del Campeonato Descentralizado 2016 4.º puesto del Campeonato Descentralizado 2016 |
| Uruguay 4 cupos                                            | Peñarol Nacional Cerro Montevideo Wanderers                                                | Campeón del Campeonato Uruguayo 2015-16 Subcampeón del Campeonato Uruguayo 2015-16 y campeón del Campeonato Uruguayo 2016 3.º puesto de la tabla anual del Campeonato Uruguayo 2015-16 5.º puesto de la tabla anual del Campeonato Uruguayo 2015-16 y subcampeón del Campeonato Uruguayo 2016                                                                                               |
| Venezuela 4 cupos                                          | Zamora Zulia Carabobo Deportivo Táchira                                                    | Campeón de la Primera División 2016 Subcampeón de la Primera División 2016 Mejor equipo ubicado en la tabla acumulada de la Primera División 2016 2.º mejor equipo ubicado en la tabla acumulada de la Primera División 2016 |

### Distribución geográfica de los equipos
Distribución geográfica de las sedes de los equipos participantes:

## Sorteo
El sorteo se llevó a cabo el 21 de diciembre de 2016 en la sede de la Confederación, ubicada en Luque, Paraguay.
Los bombos fueron distribuidos de acuerdo con el Ranking Conmebol Libertadores 2018.

### Fase 1
| Bombo 1                                                                             | Bombo 2                                                                         |
| ----------------------------------------------------------------------------------- | ------------------------------------------------------------------------------- |
| - Independiente del Valle (24) - Deportivo Táchira (43) - Montevideo Wanderers (63) | - Universitario de Sucre (68) - Deportivo Municipal (–) - Deportivo Capiatá (–) |

### Fase 2
| Bombo 1 | Bombo 2 |
| --- | --- |
| - Olimpia (10) - Colo-Colo (23) - The Strongest (28) - Universitario (40) - Unión Española (46) - Junior (56) - Millonarios (62) - El Nacional (65) | - Atlético Paranaense (71) - Botafogo (79) - Cerro (106) - Carabobo - Atlético Tucumán - Fase 1 Ganador E1 - Fase 1 Ganador E2 - Fase 1 Ganador E3 |

### Fase de grupos
| Bombo 1 | Bombo 2 | Bombo 3 | Bombo 4 |
| --- | --- | --- | --- |
| - Atlético Nacional (3) - River Plate (2) - Nacional (4) - Peñarol (5) - Atlético Mineiro (9) - Grêmio (12) - San Lorenzo (14) - Santos (15) | - Chapecoense - Estudiantes (LP) (17) - Emelec (18) - Libertad (21) - Santa Fe (22) - Palmeiras (25) - Universidad Católica (30) - Guaraní (34) | - Sporting Cristal (35) - Flamengo (37) - Barcelona (39) - Lanús (42) - Zamora (66) - Jorge Wilstermann (75) - Independiente Medellín (77) - Godoy Cruz (88) | - Melgar (104) - Deportes Iquique (115) - Sport Boys Warnes (162) - Zulia (–) - Fase 3 Ganador G1 - Fase 3 Ganador G2 - Fase 3 Ganador G3 - Fase 3 Ganador G4 |

| 1. 2. |

## Fases clasificatorias

### Fase 1
| Fechas           | Local en la ida        | Global | Local en la vuelta      | Ida | Vuelta | Llave |
| ---------------- | ---------------------- | ------ | ----------------------- | --- | ------ | ----- |
| 23 y 27 de enero | Universitario de Sucre | 5:7    | Montevideo Wanderers    | 3:2 | 2:5    | E1    |
| 23 y 27 de enero | Deportivo Municipal    | 2:3    | Independiente del Valle | 0:1 | 2:2    | E2    |
| 23 y 27 de enero | Deportivo Capiatá      | 1:0    | Deportivo Táchira       | 1:0 | 0:0    | E3    |

### Fase 2
| Fechas                     | Local en la ida         | Global       | Local en la vuelta | Ida | Vuelta | Llave |
| -------------------------- | ----------------------- | ------------ | ------------------ | --- | ------ | ----- |
| 1 y 8 de febrero           | Atlético Paranaense     | 1:1 (4:2 p.) | Millonarios        | 1:0 | 0:1    | C1    |
| 1 y 8 de febrero           | Botafogo                | 3:2          | Colo-Colo          | 2:1 | 1:1    | C2    |
| 31 de enero y 7 de febrero | Cerro                   | 2:5          | Unión Española     | 2:3 | 0:2    | C3    |
| 31 de enero y 7 de febrero | Carabobo                | 0:4          | Junior             | 0:1 | 0:3    | C4    |
| 31 de enero y 7 de febrero | Atlético Tucumán        | 3:2          | El Nacional        | 2:2 | 1:0    | C5    |
| 2 y 9 de febrero           | Montevideo Wanderers    | 0:6          | The Strongest      | 0:2 | 0:4    | C6    |
| 2 y 9 de febrero           | Independiente del Valle | 2:3          | Olimpia            | 1:0 | 1:3    | C7    |
| 2 y 9 de febrero           | Deportivo Capiatá       | 4:3          | Universitario      | 1:3 | 3:0    | C8    |

### Fase 3
| Fechas             | Local en la ida     | Global       | Local en la vuelta | Ida | Vuelta | Llave |
| ------------------ | ------------------- | ------------ | ------------------ | --- | ------ | ----- |
| 15 y 22 de febrero | Atlético Paranaense | 4:3          | Deportivo Capiatá  | 3:3 | 1:0    | G1    |
| 15 y 22 de febrero | Botafogo            | 1:1 (3:1 p.) | Olimpia            | 1:0 | 0:1    | G2    |
| 16 y 23 de febrero | Unión Española      | 1:6          | The Strongest      | 1:1 | 0:5    | G3    |
| 16 y 23 de febrero | Junior              | 2:3          | Atlético Tucumán   | 1:0 | 1:3    | G4    |

#### Tabla de equipos eliminados
Los 2 mejores perdedores de la Fase 3 fueron transferidos a la segunda fase de la Copa Sudamericana 2017.

|  | Equipos transferidos a la segunda fase de la Copa Sudamericana 2017 |
|  | Equipos eliminados de la competición.                               |

| Equipo            | Pts. | PJ | PG | PE | PP | GF | GC | DG |
| ----------------- | ---- | -- | -- | -- | -- | -- | -- | -- |
| Olimpia           | 3    | 2  | 1  | 0  | 1  | 1  | 1  | 0  |
| Junior            | 3    | 2  | 1  | 0  | 1  | 2  | 3  | –1 |
| Deportivo Capiatá | 1    | 2  | 0  | 1  | 1  | 3  | 4  | –1 |
| Unión Española    | 1    | 2  | 0  | 1  | 1  | 1  | 6  | –5 |

## Fase de grupos
Esta fase se llevó a cabo desde el 7 de marzo al 25 de mayo. Los dos primeros equipos de cada grupo accedieron a los octavos de final y los terceros fueron traspasados a la segunda fase de la Copa Sudamericana 2017. Los criterios de clasificación fueron los siguientes:
1. Puntos obtenidos.
2. Diferencia de goles.
3. Mayor cantidad de goles marcados.
4. Mayor cantidad de goles marcados como visitante.
5. Mejor ubicación en el Ranking Conmebol.

|  | Equipos clasificados a los Octavos de final.                         |
|  | Equipos transferidos a la segunda fase de la Copa Sudamericana 2017. |
|  | Equipos eliminados de la competición.                                |

### Grupo 1
| Equipo            | Pts. | PJ | PG | PE | PP | GF | GC | DG |
| ----------------- | ---- | -- | -- | -- | -- | -- | -- | -- |
| Botafogo          | 10   | 6  | 3  | 1  | 2  | 6  | 5  | 1  |
| Barcelona         | 10   | 6  | 3  | 1  | 2  | 8  | 8  | 0  |
| Estudiantes (LP)  | 9    | 6  | 3  | 0  | 3  | 7  | 8  | –1 |
| Atlético Nacional | 6    | 6  | 2  | 0  | 4  | 8  | 8  | 0  |

| \| Fecha \| Lugar \| Local \| Resultado \| Visitante \| \| ----------- \| -------------- \| ----------------- \| --------- \| ----------------- \| \| 14 de marzo \| Guayaquil \| Barcelona \| 2:1 \| Atlético Nacional \| \| 14 de marzo \| Río de Janeiro \| Botafogo \| 2:1 \| Estudiantes (LP) \| \| 11 de abril \| La Plata \| Estudiantes (LP) \| 0:2 \| Barcelona \| \| 13 de abril \| Medellín \| Atlético Nacional \| 0:2 \| Botafogo \| \| 19 de abril \| La Plata \| Estudiantes (LP) \| 1:0 \| Atlético Nacional \| \| 20 de abril \| Guayaquil \| Barcelona \| 1:1 \| Botafogo \| \| 2 de mayo \| Medellín \| Atlético Nacional \| 4:1 \| Estudiantes (LP) \| \| 2 de mayo \| Río de Janeiro \| Botafogo \| 0:2 \| Barcelona \| \| 18 de mayo \| Guayaquil \| Barcelona \| 0:3 \| Estudiantes (LP) \| \| 18 de mayo \| Río de Janeiro \| Botafogo \| 1:0 \| Atlético Nacional \| \| 25 de mayo \| Medellín \| Atlético Nacional \| 3:1 \| Barcelona \| \| 25 de mayo \| Quilmes \| Estudiantes (LP) \| 1:0 \| Botafogo \| |                |                   |           |                   |
| Fecha | Lugar          | Local             | Resultado | Visitante         |
| 14 de marzo | Guayaquil      | Barcelona         | 2:1       | Atlético Nacional |
| 14 de marzo | Río de Janeiro | Botafogo          | 2:1       | Estudiantes (LP)  |
| 11 de abril | La Plata       | Estudiantes (LP)  | 0:2       | Barcelona         |
| 13 de abril | Medellín       | Atlético Nacional | 0:2       | Botafogo          |
| 19 de abril | La Plata       | Estudiantes (LP)  | 1:0       | Atlético Nacional |
| 20 de abril | Guayaquil      | Barcelona         | 1:1       | Botafogo          |
| 2 de mayo | Medellín       | Atlético Nacional | 4:1       | Estudiantes (LP)  |
| 2 de mayo | Río de Janeiro | Botafogo          | 0:2       | Barcelona         |
| 18 de mayo | Guayaquil      | Barcelona         | 0:3       | Estudiantes (LP)  |
| 18 de mayo | Río de Janeiro | Botafogo          | 1:0       | Atlético Nacional |
| 25 de mayo | Medellín       | Atlético Nacional | 3:1       | Barcelona         |
| 25 de mayo | Quilmes        | Estudiantes (LP)  | 1:0       | Botafogo          |

### Grupo 2
| Equipo           | Pts. | PJ | PG | PE | PP | GF | GC | DG  |
| ---------------- | ---- | -- | -- | -- | -- | -- | -- | --- |
| Santos           | 12   | 6  | 3  | 3  | 0  | 11 | 4  | 7   |
| The Strongest    | 9    | 6  | 2  | 3  | 1  | 9  | 5  | 4   |
| Santa Fe         | 8    | 6  | 2  | 2  | 2  | 8  | 6  | 2   |
| Sporting Cristal | 2    | 6  | 0  | 2  | 4  | 2  | 15 | –13 |

| \| Fecha \| Lugar \| Local \| Resultado \| Visitante \| \| ----------- \| --------- \| ---------------- \| --------- \| ---------------- \| \| 9 de marzo \| La Paz \| The Strongest \| 2:0 \| Santa Fe \| \| 9 de marzo \| Lima \| Sporting Cristal \| 1:1 \| Santos \| \| 16 de marzo \| Bogotá \| Santa Fe \| 3:0 \| Sporting Cristal \| \| 16 de marzo \| Santos \| Santos \| 2:0 \| The Strongest \| \| 18 de abril \| Lima \| Sporting Cristal \| 0:0 \| The Strongest \| \| 19 de abril \| Bogotá \| Santa Fe \| 0:0 \| Santos \| \| 4 de mayo \| La Paz \| The Strongest \| 5:1 \| Sporting Cristal \| \| 4 de mayo \| São Paulo \| Santos \| 3:2 \| Santa Fe \| \| 17 de mayo \| Lima \| Sporting Cristal \| 0:2 \| Santa Fe \| \| 17 de mayo \| La Paz \| The Strongest \| 1:1 \| Santos \| \| 23 de mayo \| Santos \| Santos \| 4:0 \| Sporting Cristal \| \| 23 de mayo \| Bogotá \| Santa Fe \| 1:1 \| The Strongest \| |           |                  |           |                  |
| Fecha | Lugar     | Local            | Resultado | Visitante        |
| 9 de marzo | La Paz    | The Strongest    | 2:0       | Santa Fe         |
| 9 de marzo | Lima      | Sporting Cristal | 1:1       | Santos           |
| 16 de marzo | Bogotá    | Santa Fe         | 3:0       | Sporting Cristal |
| 16 de marzo | Santos    | Santos           | 2:0       | The Strongest    |
| 18 de abril | Lima      | Sporting Cristal | 0:0       | The Strongest    |
| 19 de abril | Bogotá    | Santa Fe         | 0:0       | Santos           |
| 4 de mayo | La Paz    | The Strongest    | 5:1       | Sporting Cristal |
| 4 de mayo | São Paulo | Santos           | 3:2       | Santa Fe         |
| 17 de mayo | Lima      | Sporting Cristal | 0:2       | Santa Fe         |
| 17 de mayo | La Paz    | The Strongest    | 1:1       | Santos           |
| 23 de mayo | Santos    | Santos           | 4:0       | Sporting Cristal |
| 23 de mayo | Bogotá    | Santa Fe         | 1:1       | The Strongest    |

### Grupo 3
| Equipo                 | Pts. | PJ | PG | PE | PP | GF | GC | DG |
| ---------------------- | ---- | -- | -- | -- | -- | -- | -- | -- |
| River Plate            | 13   | 6  | 4  | 1  | 1  | 14 | 9  | 5  |
| Emelec                 | 10   | 6  | 3  | 1  | 2  | 8  | 5  | 3  |
| Independiente Medellín | 9    | 6  | 3  | 0  | 3  | 8  | 8  | 0  |
| Melgar                 | 3    | 6  | 1  | 0  | 5  | 6  | 14 | –8 |

| \| Fecha \| Lugar \| Local \| Resultado \| Visitante \| \| ----------- \| ------------ \| ---------------------- \| --------- \| ---------------------- \| \| 14 de marzo \| Arequipa \| Melgar \| 1:0 \| Emelec \| \| 15 de marzo \| Medellín \| Independiente Medellín \| 1:3 \| River Plate \| \| 13 de abril \| Guayaquil \| Emelec \| 1:0 \| Independiente Medellín \| \| 13 de abril \| Buenos Aires \| River Plate \| 4:2 \| Melgar \| \| 20 de abril \| Medellín \| Independiente Medellín \| 2:0 \| Melgar \| \| 26 de abril \| Arequipa \| Melgar \| 1:2 \| Independiente Medellín \| \| 27 de abril \| Guayaquil \| Emelec \| 1:2 \| River Plate \| \| 10 de mayo \| Buenos Aires \| River Plate \| 1:1 \| Emelec \| \| 16 de mayo \| Medellín \| Independiente Medellín \| 1:2 \| Emelec \| \| 18 de mayo \| Arequipa \| Melgar \| 2:3 \| River Plate \| \| 25 de mayo \| Buenos Aires \| River Plate \| 1:2 \| Independiente Medellín \| \| 25 de mayo \| Guayaquil \| Emelec \| 3:0 \| Melgar \| |              |                        |           |                        |
| Fecha | Lugar        | Local                  | Resultado | Visitante              |
| 14 de marzo | Arequipa     | Melgar                 | 1:0       | Emelec                 |
| 15 de marzo | Medellín     | Independiente Medellín | 1:3       | River Plate            |
| 13 de abril | Guayaquil    | Emelec                 | 1:0       | Independiente Medellín |
| 13 de abril | Buenos Aires | River Plate            | 4:2       | Melgar                 |
| 20 de abril | Medellín     | Independiente Medellín | 2:0       | Melgar                 |
| 26 de abril | Arequipa     | Melgar                 | 1:2       | Independiente Medellín |
| 27 de abril | Guayaquil    | Emelec                 | 1:2       | River Plate            |
| 10 de mayo | Buenos Aires | River Plate            | 1:1       | Emelec                 |
| 16 de mayo | Medellín     | Independiente Medellín | 1:2       | Emelec                 |
| 18 de mayo | Arequipa     | Melgar                 | 2:3       | River Plate            |
| 25 de mayo | Buenos Aires | River Plate            | 1:2       | Independiente Medellín |
| 25 de mayo | Guayaquil    | Emelec                 | 3:0       | Melgar                 |

### Grupo 4
| Equipo               | Pts. | PJ | PG | PE | PP | GF | GC | DG |
| -------------------- | ---- | -- | -- | -- | -- | -- | -- | -- |
| San Lorenzo          | 10   | 6  | 3  | 1  | 2  | 8  | 8  | 0  |
| Atlético Paranaense  | 10   | 6  | 3  | 1  | 2  | 9  | 10 | –1 |
| Flamengo             | 9    | 6  | 3  | 0  | 3  | 11 | 7  | 4  |
| Universidad Católica | 5    | 6  | 1  | 2  | 3  | 8  | 11 | –3 |

| \| Fecha \| Lugar \| Local \| Resultado \| Visitante \| \| ----------- \| -------------- \| -------------------- \| --------- \| -------------------- \| \| 7 de marzo \| Curitiba \| Atlético Paranaense \| 2:2 \| Universidad Católica \| \| 8 de marzo \| Río de Janeiro \| Flamengo \| 4:0 \| San Lorenzo \| \| 15 de marzo \| Buenos Aires \| San Lorenzo \| 0:1 \| Atlético Paranaense \| \| 15 de marzo \| Santiago \| Universidad Católica \| 1:0 \| Flamengo \| \| 12 de abril \| Santiago \| Universidad Católica \| 1:1 \| San Lorenzo \| \| 12 de abril \| Río de Janeiro \| Flamengo \| 2:1 \| Atlético Paranaense \| \| 25 de abril \| Buenos Aires \| San Lorenzo \| 2:1 \| Universidad Católica \| \| 26 de abril \| Curitiba \| Atlético Paranaense \| 2:1 \| Flamengo \| \| 3 de mayo \| Curitiba \| Atlético Paranaense \| 0:3 \| San Lorenzo \| \| 3 de mayo \| Río de Janeiro \| Flamengo \| 3:1 \| Universidad Católica \| \| 17 de mayo \| Buenos Aires \| San Lorenzo \| 2:1 \| Flamengo \| \| 17 de mayo \| Santiago \| Universidad Católica \| 2:3 \| Atlético Paranaense \| |                |                      |           |                      |
| Fecha | Lugar          | Local                | Resultado | Visitante            |
| 7 de marzo | Curitiba       | Atlético Paranaense  | 2:2       | Universidad Católica |
| 8 de marzo | Río de Janeiro | Flamengo             | 4:0       | San Lorenzo          |
| 15 de marzo | Buenos Aires   | San Lorenzo          | 0:1       | Atlético Paranaense  |
| 15 de marzo | Santiago       | Universidad Católica | 1:0       | Flamengo             |
| 12 de abril | Santiago       | Universidad Católica | 1:1       | San Lorenzo          |
| 12 de abril | Río de Janeiro | Flamengo             | 2:1       | Atlético Paranaense  |
| 25 de abril | Buenos Aires   | San Lorenzo          | 2:1       | Universidad Católica |
| 26 de abril | Curitiba       | Atlético Paranaense  | 2:1       | Flamengo             |
| 3 de mayo | Curitiba       | Atlético Paranaense  | 0:3       | San Lorenzo          |
| 3 de mayo | Río de Janeiro | Flamengo             | 3:1       | Universidad Católica |
| 17 de mayo | Buenos Aires   | San Lorenzo          | 2:1       | Flamengo             |
| 17 de mayo | Santiago       | Universidad Católica | 2:3       | Atlético Paranaense  |

### Grupo 5
| Equipo            | Pts. | PJ | PG | PE | PP | GF | GC | DG |
| ----------------- | ---- | -- | -- | -- | -- | -- | -- | -- |
| Palmeiras         | 13   | 6  | 4  | 1  | 1  | 13 | 9  | 4  |
| Jorge Wilstermann | 9    | 6  | 3  | 0  | 3  | 12 | 10 | 2  |
| Atlético Tucumán  | 7    | 6  | 2  | 1  | 3  | 8  | 10 | –2 |
| Peñarol           | 6    | 6  | 2  | 0  | 4  | 11 | 15 | –4 |

| \| Fecha \| Lugar \| Local \| Resultado \| Visitante \| \| ----------- \| ---------- \| ----------------- \| --------- \| ----------------- \| \| 7 de marzo \| Cochabamba \| Jorge Wilstermann \| 6:2 \| Peñarol \| \| 8 de marzo \| Tucumán \| Atlético Tucumán \| 1:1 \| Palmeiras \| \| 15 de marzo \| São Paulo \| Palmeiras \| 1:0 \| Jorge Wilstermann \| \| 16 de marzo \| Montevideo \| Peñarol \| 2:1 \| Atlético Tucumán \| \| 11 de abril \| Cochabamba \| Jorge Wilstermann \| 2:1 \| Atlético Tucumán \| \| 12 de abril \| São Paulo \| Palmeiras \| 3:2 \| Peñarol \| \| 25 de abril \| Tucumán \| Atlético Tucumán \| 2:1 \| Jorge Wilstermann \| \| 26 de abril \| Montevideo \| Peñarol \| 2:3 \| Palmeiras \| \| 2 de mayo \| Tucumán \| Atlético Tucumán \| 2:1 \| Peñarol \| \| 3 de mayo \| Cochabamba \| Jorge Wilstermann \| 3:2 \| Palmeiras \| \| 24 de mayo \| Montevideo \| Peñarol \| 2:0 \| Jorge Wilstermann \| \| 24 de mayo \| São Paulo \| Palmeiras \| 3:1 \| Atlético Tucumán \| |            |                   |           |                   |
| Fecha | Lugar      | Local             | Resultado | Visitante         |
| 7 de marzo | Cochabamba | Jorge Wilstermann | 6:2       | Peñarol           |
| 8 de marzo | Tucumán    | Atlético Tucumán  | 1:1       | Palmeiras         |
| 15 de marzo | São Paulo  | Palmeiras         | 1:0       | Jorge Wilstermann |
| 16 de marzo | Montevideo | Peñarol           | 2:1       | Atlético Tucumán  |
| 11 de abril | Cochabamba | Jorge Wilstermann | 2:1       | Atlético Tucumán  |
| 12 de abril | São Paulo  | Palmeiras         | 3:2       | Peñarol           |
| 25 de abril | Tucumán    | Atlético Tucumán  | 2:1       | Jorge Wilstermann |
| 26 de abril | Montevideo | Peñarol           | 2:3       | Palmeiras         |
| 2 de mayo | Tucumán    | Atlético Tucumán  | 2:1       | Peñarol           |
| 3 de mayo | Cochabamba | Jorge Wilstermann | 3:2       | Palmeiras         |
| 24 de mayo | Montevideo | Peñarol           | 2:0       | Jorge Wilstermann |
| 24 de mayo | São Paulo  | Palmeiras         | 3:1       | Atlético Tucumán  |

### Grupo 6
| Equipo           | Pts. | PJ | PG | PE | PP | GF | GC | DG  |
| ---------------- | ---- | -- | -- | -- | -- | -- | -- | --- |
| Atlético Mineiro | 13   | 6  | 4  | 1  | 1  | 17 | 6  | 11  |
| Godoy Cruz       | 11   | 6  | 3  | 2  | 1  | 10 | 8  | 2   |
| Libertad         | 6    | 6  | 1  | 3  | 2  | 7  | 9  | –2  |
| Sport Boys       | 2    | 6  | 0  | 2  | 4  | 8  | 19 | –11 |

| \| Fecha \| Lugar \| Local \| Resultado \| Visitante \| \| ----------- \| -------------- \| ---------------- \| --------- \| ---------------- \| \| 8 de marzo \| Mendoza \| Godoy Cruz \| 1:1 \| Atlético Mineiro \| \| 8 de marzo \| Santa Cruz * \| Sport Boys \| 3:3 \| Libertad \| \| 11 de abril \| Asunción \| Libertad \| 1:2 \| Godoy Cruz \| \| 13 de abril \| Belo Horizonte \| Atlético Mineiro \| 5:2 \| Sport Boys \| \| 19 de abril \| Asunción \| Libertad \| 1:0 \| Atlético Mineiro \| \| 20 de abril \| Mendoza \| Godoy Cruz \| 2:0 \| Sport Boys \| \| 26 de abril \| Belo Horizonte \| Atlético Mineiro \| 2:0 \| Libertad \| \| 27 de abril \| Santa Cruz * \| Sport Boys \| 1:3 \| Godoy Cruz \| \| 3 de mayo \| Santa Cruz * \| Sport Boys \| 1:5 \| Atlético Mineiro \| \| 4 de mayo \| Mendoza \| Godoy Cruz \| 1:1 \| Libertad \| \| 16 de mayo \| Belo Horizonte \| Atlético Mineiro \| 4:1 \| Godoy Cruz \| \| 16 de mayo \| Asunción \| Libertad \| 1:1 \| Sport Boys \| |                |                  |           |                  |
| Fecha | Lugar          | Local            | Resultado | Visitante        |
| 8 de marzo | Mendoza        | Godoy Cruz       | 1:1       | Atlético Mineiro |
| 8 de marzo | Santa Cruz *   | Sport Boys       | 3:3       | Libertad         |
| 11 de abril | Asunción       | Libertad         | 1:2       | Godoy Cruz       |
| 13 de abril | Belo Horizonte | Atlético Mineiro | 5:2       | Sport Boys       |
| 19 de abril | Asunción       | Libertad         | 1:0       | Atlético Mineiro |
| 20 de abril | Mendoza        | Godoy Cruz       | 2:0       | Sport Boys       |
| 26 de abril | Belo Horizonte | Atlético Mineiro | 2:0       | Libertad         |
| 27 de abril | Santa Cruz *   | Sport Boys       | 1:3       | Godoy Cruz       |
| 3 de mayo | Santa Cruz *   | Sport Boys       | 1:5       | Atlético Mineiro |
| 4 de mayo | Mendoza        | Godoy Cruz       | 1:1       | Libertad         |
| 16 de mayo | Belo Horizonte | Atlético Mineiro | 4:1       | Godoy Cruz       |
| 16 de mayo | Asunción       | Libertad         | 1:1       | Sport Boys       |

### Grupo 7
| Equipo      | Pts. | PJ | PG | PE | PP | GF | GC | DG |
| ----------- | ---- | -- | -- | -- | -- | -- | -- | -- |
| Lanús       | 13   | 6  | 4  | 1  | 1  | 13 | 3  | 10 |
| Nacional    | 8    | 6  | 2  | 2  | 2  | 5  | 3  | 2  |
| Chapecoense | 7    | 6  | 2  | 1  | 3  | 6  | 12 | –6 |
| Zulia       | 5    | 6  | 1  | 2  | 3  | 4  | 10 | –6 |

| \| Fecha \| Lugar \| Local \| Resultado \| Visitante \| \| ----------- \| ---------- \| ----------- \| --------- \| ----------- \| \| 7 de marzo \| Maracaibo \| Zulia \| 1:2 \| Chapecoense \| \| 9 de marzo \| Lanús \| Lanús \| 0:1 \| Nacional \| \| 15 de marzo \| Montevideo \| Nacional \| 0:1 \| Zulia \| \| 16 de marzo \| Chapecó \| Chapecoense \| 1:3 \| Lanús \| \| 18 de abril \| Lanús \| Lanús \| 5:0 \| Zulia \| \| 18 de abril \| Chapecó \| Chapecoense \| 1:1 \| Nacional \| \| 27 de abril \| Montevideo \| Nacional \| 3:0 \| Chapecoense \| \| 27 de abril \| Maracaibo \| Zulia \| 1:1 \| Lanús \| \| 16 de mayo \| Maracaibo \| Zulia \| 0:0 \| Nacional \| \| 17 de mayo \| Lanús \| Lanús \| 3:0[n. 1] \| Chapecoense \| \| 23 de mayo \| Montevideo \| Nacional \| 0:1 \| Lanús \| \| 23 de mayo \| Chapecó \| Chapecoense \| 2:1 \| Zulia \| |            |             |           |             |
| Fecha | Lugar      | Local       | Resultado | Visitante   |
| 7 de marzo | Maracaibo  | Zulia       | 1:2       | Chapecoense |
| 9 de marzo | Lanús      | Lanús       | 0:1       | Nacional    |
| 15 de marzo | Montevideo | Nacional    | 0:1       | Zulia       |
| 16 de marzo | Chapecó    | Chapecoense | 1:3       | Lanús       |
| 18 de abril | Lanús      | Lanús       | 5:0       | Zulia       |
| 18 de abril | Chapecó    | Chapecoense | 1:1       | Nacional    |
| 27 de abril | Montevideo | Nacional    | 3:0       | Chapecoense |
| 27 de abril | Maracaibo  | Zulia       | 1:1       | Lanús       |
| 16 de mayo | Maracaibo  | Zulia       | 0:0       | Nacional    |
| 17 de mayo | Lanús      | Lanús       | 3:0       | Chapecoense |
| 23 de mayo | Montevideo | Nacional    | 0:1       | Lanús       |
| 23 de mayo | Chapecó    | Chapecoense | 2:1       | Zulia       |

### Grupo 8
| Equipo           | Pts. | PJ | PG | PE | PP | GF | GC | DG  |
| ---------------- | ---- | -- | -- | -- | -- | -- | -- | --- |
| Grêmio           | 13   | 6  | 4  | 1  | 1  | 15 | 6  | 9   |
| Guaraní          | 11   | 6  | 3  | 2  | 1  | 9  | 7  | 2   |
| Deportes Iquique | 10   | 6  | 3  | 1  | 2  | 12 | 9  | 3   |
| Zamora           | 0    | 6  | 0  | 0  | 6  | 6  | 20 | –14 |

| \| Fecha \| Lugar \| Local \| Resultado \| Visitante \| \| ----------- \| ------------ \| ---------------- \| --------- \| ---------------- \| \| 7 de marzo \| Calama \| Deportes Iquique \| 0:1 \| Guaraní \| \| 9 de marzo \| Barinas \| Zamora \| 0:2 \| Grêmio \| \| 11 de abril \| Porto Alegre \| Grêmio \| 3:2 \| Deportes Iquique \| \| 12 de abril \| Asunción \| Guaraní \| 3:1 \| Zamora \| \| 19 de abril \| Barinas \| Zamora \| 1:4 \| Deportes Iquique \| \| 20 de abril \| Asunción \| Guaraní \| 1:1 \| Grêmio \| \| 25 de abril \| Calama \| Deportes Iquique \| 4:3 \| Zamora \| \| 27 de abril \| Porto Alegre \| Grêmio \| 4:1 \| Guaraní \| \| 3 de mayo \| Calama \| Deportes Iquique \| 2:1 \| Grêmio \| \| 4 de mayo \| Barinas \| Zamora \| 1:3 \| Guaraní \| \| 25 de mayo \| Porto Alegre \| Grêmio \| 4:0 \| Zamora \| \| 25 de mayo \| Asunción \| Guaraní \| 0:0 \| Deportes Iquique \| |              |                  |           |                  |
| Fecha | Lugar        | Local            | Resultado | Visitante        |
| 7 de marzo | Calama       | Deportes Iquique | 0:1       | Guaraní          |
| 9 de marzo | Barinas      | Zamora           | 0:2       | Grêmio           |
| 11 de abril | Porto Alegre | Grêmio           | 3:2       | Deportes Iquique |
| 12 de abril | Asunción     | Guaraní          | 3:1       | Zamora           |
| 19 de abril | Barinas      | Zamora           | 1:4       | Deportes Iquique |
| 20 de abril | Asunción     | Guaraní          | 1:1       | Grêmio           |
| 25 de abril | Calama       | Deportes Iquique | 4:3       | Zamora           |
| 27 de abril | Porto Alegre | Grêmio           | 4:1       | Guaraní          |
| 3 de mayo | Calama       | Deportes Iquique | 2:1       | Grêmio           |
| 4 de mayo | Barinas      | Zamora           | 1:3       | Guaraní          |
| 25 de mayo | Porto Alegre | Grêmio           | 4:0       | Zamora           |
| 25 de mayo | Asunción     | Guaraní          | 0:0       | Deportes Iquique |

## Fases finales
A partir de aquí, los dieciséis equipos clasificados disputaron una serie de eliminatorias a ida y vuelta, hasta consagrar al campeón.
Las fases finales estuvieron compuestas por cuatro etapas: octavos, cuartos, semifinales y final. A los fines de establecer las llaves de la primera etapa, los dieciséis equipos fueron ordenados en dos tablas, una con los clasificados como primeros (numerados del 1 al 8 de acuerdo con su desempeño en la fase de grupos, determinada según los criterios de clasificación), y otra con aquellos clasificados como segundos (numerados del 9 al 16, con el mismo criterio), enfrentándose en octavos de final un equipo de los que terminaron en la primera posición contra uno de los que ocuparon la segunda. Los cruces iniciales y el resto del cuadro fueron determinados —a diferencia de las ediciones anteriores— mediante un sorteo que se llevó a cabo el 14 de junio de 2017 a las 21:00 (UTC-3) en el Centro de Convenciones de la Confederación Sudamericana de Fútbol ubicado en Luque, Paraguay. Durante todo el desarrollo de las fases finales, el equipo que ostentara menor número de orden que su rival de turno ejerció la localía en el partido de vuelta. A partir de las semifinales, se utilizó el árbitro asistente de video (VAR).

### Tabla de primeros
| N.º | Equipo           | Pts. | PJ | PG | PE | PP | GF | GC | DG |
| --- | ---------------- | ---- | -- | -- | -- | -- | -- | -- | -- |
| 1   | Atlético Mineiro | 13   | 6  | 4  | 1  | 1  | 17 | 6  | 11 |
| 2   | Lanús            | 13   | 6  | 4  | 1  | 1  | 13 | 3  | 10 |
| 3   | Grêmio           | 13   | 6  | 4  | 1  | 1  | 15 | 6  | 9  |
| 4   | River Plate      | 13   | 6  | 4  | 1  | 1  | 14 | 9  | 5  |
| 5   | Palmeiras        | 13   | 6  | 4  | 1  | 1  | 13 | 9  | 4  |
| 6   | Santos           | 12   | 6  | 3  | 3  | 0  | 11 | 4  | 7  |
| 7   | Botafogo         | 10   | 6  | 3  | 1  | 2  | 6  | 5  | 1  |
| 8   | San Lorenzo      | 10   | 6  | 3  | 1  | 2  | 8  | 8  | 0  |

### Tabla de segundos
| N.º | Equipo              | Pts. | PJ | PG | PE | PP | GF | GC | DG |
| --- | ------------------- | ---- | -- | -- | -- | -- | -- | -- | -- |
| 9   | Godoy Cruz          | 11   | 6  | 3  | 2  | 1  | 10 | 8  | 2  |
| 10  | Guaraní             | 11   | 6  | 3  | 2  | 1  | 9  | 7  | 2  |
| 11  | Emelec              | 10   | 6  | 3  | 1  | 2  | 8  | 5  | 3  |
| 12  | Barcelona           | 10   | 6  | 3  | 1  | 2  | 8  | 8  | 0  |
| 13  | Atlético Paranaense | 10   | 6  | 3  | 1  | 2  | 9  | 10 | –1 |
| 14  | The Strongest       | 9    | 6  | 2  | 3  | 1  | 9  | 5  | 4  |
| 15  | Jorge Wilstermann   | 9    | 6  | 3  | 0  | 3  | 12 | 10 | 2  |
| 16  | Nacional            | 8    | 6  | 2  | 2  | 2  | 5  | 3  | 2  |

### Cuadro de desarrollo
|  | Octavos de final           | Octavos de final           | Octavos de final           | Octavos de final           | Octavos de final           |   |       | Cuartos de final       | Cuartos de final       | Cuartos de final       | Cuartos de final       | Cuartos de final       |  |    | Semifinales                     | Semifinales                     | Semifinales                     | Semifinales                     | Semifinales                     |  |   | Final                | Final                | Final                | Final                | Final                |  |
|  | 4 de julio al 10 de agosto | 4 de julio al 10 de agosto | 4 de julio al 10 de agosto | 4 de julio al 10 de agosto | 4 de julio al 10 de agosto |   |       | 13 al 21 de septiembre | 13 al 21 de septiembre | 13 al 21 de septiembre | 13 al 21 de septiembre | 13 al 21 de septiembre |  |    | 24 de octubre al 1 de noviembre | 24 de octubre al 1 de noviembre | 24 de octubre al 1 de noviembre | 24 de octubre al 1 de noviembre | 24 de octubre al 1 de noviembre |  |   | 22 y 29 de noviembre | 22 y 29 de noviembre | 22 y 29 de noviembre | 22 y 29 de noviembre | 22 y 29 de noviembre |  |
|  |                            |                            |                            |                            |                            |   |       |                        |                        |                        |                        |                        |  |    |                                 |                                 |                                 |                                 |                                 |  |   |                      |                      |                      |                      |                      |  |
|  |                            |                            |                            |                            |                            |   |       |                        |                        |                        |                        |                        |  |    |                                 |                                 |                                 |                                 |                                 |  |   |                      |                      |                      |                      |                      |  |
|  | 4                          | River Plate                | 2                          | 1                          | 3                          |   |       |                        |                        |                        |                        |                        |  |    |                                 |                                 |                                 |                                 |                                 |  |   |                      |                      |                      |                      |                      |  |
|  | 4                          | River Plate                | 2                          | 1                          | 3                          |   |       |                        |                        |                        |                        |                        |  |    |                                 |                                 |                                 |                                 |                                 |  |   |                      |                      |                      |                      |                      |  |
|  | 10                         | Guaraní                    | 0                          | 1                          | 1                          |   |       |                        |                        |                        |                        |                        |  |    |                                 |                                 |                                 |                                 |                                 |  |   |                      |                      |                      |                      |                      |  |
|  | 10                         | Guaraní                    | 0                          | 1                          | 1                          |   | 4     | River Plate            | 0                      | 8                      | 8                      |                        |  |    |                                 |                                 |                                 |                                 |                                 |  |   |                      |                      |                      |                      |                      |  |
|  |                            |                            |                            |                            |                            |   | 4     | River Plate            | 0                      | 8                      | 8                      |                        |  |    |                                 |                                 |                                 |                                 |                                 |  |   |                      |                      |                      |                      |                      |  |
|  |                            |                            | 15                         | Jorge Wilstermann          | 3                          | 0 | 3     |                        |                        |                        |                        |                        |  |    |                                 |                                 |                                 |                                 |                                 |  |   |                      |                      |                      |                      |                      |  |
|  | 1                          | Atlético Mineiro           | 15                         | Jorge Wilstermann          | 3                          | 0 | 3     | 0                      | 0                      | 0                      |                        |                        |  |    |                                 |                                 |                                 |                                 |                                 |  |   |                      |                      |                      |                      |                      |  |
|  | 1                          | Atlético Mineiro           |                            |                            |                            |   |       |                        |                        | 0                      |                        |                        |  |    |                                 |                                 |                                 |                                 |                                 |  |   |                      |                      |                      |                      |                      |  |
|  | 15                         | Jorge Wilstermann          | 1                          | 0                          | 1                          |   |       |                        |                        |                        |                        |                        |  |    |                                 |                                 |                                 |                                 |                                 |  |   |                      |                      |                      |                      |                      |  |
|  | 15                         | Jorge Wilstermann          | 1                          | 0                          | 1                          |   |       |                        |                        |                        |                        |                        |  | 4  | River Plate                     | 1                               | 2                               | 3                               |                                 |  |   |                      |                      |                      |                      |                      |  |
|  |                            |                            |                            |                            |                            |   |       |                        |                        |                        |                        |                        |  | 4  | River Plate                     | 1                               | 2                               | 3                               |                                 |  |   |                      |                      |                      |                      |                      |  |
|  |                            |                            | 2                          | Lanús                      | 0                          | 4 | 4     |                        |                        |                        |                        |                        |  |    |                                 |                                 |                                 |                                 |                                 |  |   |                      |                      |                      |                      |                      |  |
|  | 8                          | San Lorenzo                | 2                          | Lanús                      | 0                          | 4 | 4     | 1                      | 0                      | 1 (5)                  |                        |                        |  |    |                                 |                                 |                                 |                                 |                                 |  |   |                      |                      |                      |                      |                      |  |
|  | 8                          | San Lorenzo                |                            |                            |                            |   |       |                        |                        | 1 (5)                  |                        |                        |  |    |                                 |                                 |                                 |                                 |                                 |  |   |                      |                      |                      |                      |                      |  |
|  | 11                         | Emelec                     | 0                          | 1                          | 1 (4)                      |   |       |                        |                        |                        |                        |                        |  |    |                                 |                                 |                                 |                                 |                                 |  |   |                      |                      |                      |                      |                      |  |
|  | 11                         | Emelec                     | 0                          | 1                          | 1 (4)                      |   | 8     | San Lorenzo            | 2                      | 0                      | 2 (3)                  |                        |  |    |                                 |                                 |                                 |                                 |                                 |  |   |                      |                      |                      |                      |                      |  |
|  |                            |                            |                            |                            |                            |   | 8     | San Lorenzo            | 2                      | 0                      | 2 (3)                  |                        |  |    |                                 |                                 |                                 |                                 |                                 |  |   |                      |                      |                      |                      |                      |  |
|  |                            |                            | 2                          | Lanús                      | 0                          | 2 | 2 (4) |                        |                        |                        |                        |                        |  |    |                                 |                                 |                                 |                                 |                                 |  |   |                      |                      |                      |                      |                      |  |
|  | 2                          | Lanús                      | 2                          | Lanús                      | 0                          | 2 | 2 (4) | 1                      | 1                      | 2                      |                        |                        |  |    |                                 |                                 |                                 |                                 |                                 |  |   |                      |                      |                      |                      |                      |  |
|  | 2                          | Lanús                      |                            |                            |                            |   |       |                        |                        | 2                      |                        |                        |  |    |                                 |                                 |                                 |                                 |                                 |  |   |                      |                      |                      |                      |                      |  |
|  | 14                         | The Strongest              | 1                          | 0                          | 1                          |   |       |                        |                        |                        |                        |                        |  |    |                                 |                                 |                                 |                                 |                                 |  |   |                      |                      |                      |                      |                      |  |
|  | 14                         | The Strongest              | 1                          | 0                          | 1                          |   |       |                        |                        |                        |                        |                        |  |    |                                 |                                 |                                 |                                 |                                 |  | 2 | Lanús                | 0                    | 1                    | 1                    |                      |  |
|  |                            |                            |                            |                            |                            |   |       |                        |                        |                        |                        |                        |  |    |                                 |                                 |                                 |                                 |                                 |  | 2 | Lanús                | 0                    | 1                    | 1                    |                      |  |
|  |                            |                            | 3                          | Grêmio                     | 1                          | 2 | 3     |                        |                        |                        |                        |                        |  |    |                                 |                                 |                                 |                                 |                                 |  |   |                      |                      |                      |                      |                      |  |
|  | 6                          | Santos                     | 3                          | Grêmio                     | 1                          | 2 | 3     | 3                      | 1                      | 4                      |                        |                        |  |    |                                 |                                 |                                 |                                 |                                 |  |   |                      |                      |                      |                      |                      |  |
|  | 6                          | Santos                     |                            |                            |                            |   |       |                        |                        | 4                      |                        |                        |  |    |                                 |                                 |                                 |                                 |                                 |  |   |                      |                      |                      |                      |                      |  |
|  | 13                         | Atlético Paranaense        | 2                          | 0                          | 2                          |   |       |                        |                        |                        |                        |                        |  |    |                                 |                                 |                                 |                                 |                                 |  |   |                      |                      |                      |                      |                      |  |
|  | 13                         | Atlético Paranaense        | 2                          | 0                          | 2                          |   | 6     | Santos                 | 1                      | 0                      | 1                      |                        |  |    |                                 |                                 |                                 |                                 |                                 |  |   |                      |                      |                      |                      |                      |  |
|  |                            |                            |                            |                            |                            |   | 6     | Santos                 | 1                      | 0                      | 1                      |                        |  |    |                                 |                                 |                                 |                                 |                                 |  |   |                      |                      |                      |                      |                      |  |
|  |                            |                            | 12                         | Barcelona                  | 1                          | 1 | 2     |                        |                        |                        |                        |                        |  |    |                                 |                                 |                                 |                                 |                                 |  |   |                      |                      |                      |                      |                      |  |
|  | 5                          | Palmeiras                  | 12                         | Barcelona                  | 1                          | 1 | 2     | 0                      | 1                      | 1 (4)                  |                        |                        |  |    |                                 |                                 |                                 |                                 |                                 |  |   |                      |                      |                      |                      |                      |  |
|  | 5                          | Palmeiras                  |                            |                            |                            |   |       |                        |                        | 1 (4)                  |                        |                        |  |    |                                 |                                 |                                 |                                 |                                 |  |   |                      |                      |                      |                      |                      |  |
|  | 12                         | Barcelona                  | 1                          | 0                          | 1 (5)                      |   |       |                        |                        |                        |                        |                        |  |    |                                 |                                 |                                 |                                 |                                 |  |   |                      |                      |                      |                      |                      |  |
|  | 12                         | Barcelona                  | 1                          | 0                          | 1 (5)                      |   |       |                        |                        |                        |                        |                        |  | 12 | Barcelona                       | 0                               | 1                               | 1                               |                                 |  |   |                      |                      |                      |                      |                      |  |
|  |                            |                            |                            |                            |                            |   |       |                        |                        |                        |                        |                        |  | 12 | Barcelona                       | 0                               | 1                               | 1                               |                                 |  |   |                      |                      |                      |                      |                      |  |
|  |                            |                            | 3                          | Grêmio                     | 3                          | 0 | 3     |                        |                        |                        |                        |                        |  |    |                                 |                                 |                                 |                                 |                                 |  |   |                      |                      |                      |                      |                      |  |
|  | 7                          | Botafogo                   | 3                          | Grêmio                     | 3                          | 0 | 3     | 1                      | 2                      | 3                      |                        |                        |  |    |                                 |                                 |                                 |                                 |                                 |  |   |                      |                      |                      |                      |                      |  |
|  | 7                          | Botafogo                   |                            |                            |                            |   |       |                        |                        | 3                      |                        |                        |  |    |                                 |                                 |                                 |                                 |                                 |  |   |                      |                      |                      |                      |                      |  |
|  | 16                         | Nacional                   | 0                          | 0                          | 0                          |   |       |                        |                        |                        |                        |                        |  |    |                                 |                                 |                                 |                                 |                                 |  |   |                      |                      |                      |                      |                      |  |
|  | 16                         | Nacional                   | 0                          | 0                          | 0                          |   | 7     | Botafogo               | 0                      | 0                      | 0                      |                        |  |    |                                 |                                 |                                 |                                 |                                 |  |   |                      |                      |                      |                      |                      |  |
|  |                            |                            |                            |                            |                            |   | 7     | Botafogo               | 0                      | 0                      | 0                      |                        |  |    |                                 |                                 |                                 |                                 |                                 |  |   |                      |                      |                      |                      |                      |  |
|  |                            |                            | 3                          | Grêmio                     | 0                          | 1 | 1     |                        |                        |                        |                        |                        |  |    |                                 |                                 |                                 |                                 |                                 |  |   |                      |                      |                      |                      |                      |  |
|  | 3                          | Grêmio                     | 3                          | Grêmio                     | 0                          | 1 | 1     | 1                      | 2                      | 3                      |                        |                        |  |    |                                 |                                 |                                 |                                 |                                 |  |   |                      |                      |                      |                      |                      |  |
|  | 3                          | Grêmio                     |                            |                            |                            |   |       |                        |                        | 3                      |                        |                        |  |    |                                 |                                 |                                 |                                 |                                 |  |   |                      |                      |                      |                      |                      |  |
|  | 9                          | Godoy Cruz                 | 0                          | 1                          | 1                          |   |       |                        |                        |                        |                        |                        |  |    |                                 |                                 |                                 |                                 |                                 |  |   |                      |                      |                      |                      |                      |  |
|  | 9                          | Godoy Cruz                 | 0                          | 1                          | 1                          |   |       |                        |                        |                        |                        |                        |  |    |                                 |                                 |                                 |                                 |                                 |  |   |                      |                      |                      |                      |                      |  |
|  |                            |                            |                            |                            |                            |   |       |                        |                        |                        |                        |                        |  |    |                                 |                                 |                                 |                                 |                                 |  |   |                      |                      |                      |                      |                      |  |

- Nota: En cada llave, el equipo con el menor número de orden es el que definió la serie como local.

### Octavos de final
| 4 de julio de 2017, 20:45 (UTC-4) | Guaraní | 0:2 (0:1) | River Plate               | Estadio Defensores del Chaco, Asunción                   |                                                          |
|                                   |         | Reporte   | Scocco 36' · Larrondo 87' | Asistencia: 16 000 espectadores Árbitro(s): Andrés Cunha | Asistencia: 16 000 espectadores Árbitro(s): Andrés Cunha |

| 8 de agosto de 2017, 21:45 (UTC-3) | River Plate | 1:1 (0:1) | Guaraní     | Estadio Monumental, Buenos Aires                           |                                                            |
|                                    | Pinola 51'  | Reporte   | Palau 45+1' | Asistencia: 50 900 espectadores Árbitro(s): Roddy Zambrano | Asistencia: 50 900 espectadores Árbitro(s): Roddy Zambrano |

| 5 de julio de 2017, 20:45 (UTC-4) | Jorge Wilstermann | 1:0 (1:0) | Atlético Mineiro | Estadio Félix Capriles, Cochabamba                           |                                                              |
|                                   | Álvarez 40'       | Reporte   |                  | Asistencia: 26 000 espectadores Árbitro(s): Daniel Fedorczuk | Asistencia: 26 000 espectadores Árbitro(s): Daniel Fedorczuk |

| 9 de agosto de 2017, 21:45 (UTC-3) | Atlético Mineiro | 0:0     | Jorge Wilstermann | Estadio Mineirão, Belo Horizonte                        |                                                         |
|                                    |                  | Reporte |                   | Asistencia: 38 018 espectadores Árbitro(s): José Argote | Asistencia: 38 018 espectadores Árbitro(s): José Argote |

| 6 de julio de 2017, 19:45 (UTC-5) | Emelec | 0:1 (0:1) | San Lorenzo   | Estadio George Capwell, Guayaquil                            |                                                              |
|                                   |        | Reporte   | Belluschi 24' | Asistencia: 28 000 espectadores Árbitro(s): Wilson Lamouroux | Asistencia: 28 000 espectadores Árbitro(s): Wilson Lamouroux |

| 10 de agosto de 2017, 21:45 (UTC-3) | San Lorenzo                                                | 0:1 (0:0) (5:4 p.)         | Emelec                                             | Estadio Pedro Bidegain, Buenos Aires                       |                                                            |
|                                     |                                                            | Reporte                    | Lastra 47'                                         | Asistencia: 25 000 espectadores Árbitro(s): Wilton Sampaio | Asistencia: 25 000 espectadores Árbitro(s): Wilton Sampaio |
|                                     |                                                            | Tiros desde el punto penal |                                                    |                                                            |                                                            |
|                                     | Blandi · Caruzzo · Angeleri · Gudiño · Belluschi · Reniero |                            | Gaibor · Preciado · Luna · Píriz · Caicedo · Ramos |                                                            |                                                            |

| 6 de julio de 2017, 18:15 (UTC-4) | The Strongest  | 1:1 (0:1) | Lanús        | Estadio Hernando Siles, La Paz                             |                                                            |
|                                   | Bejarano 90+1' | Reporte   | Pasquini 36' | Asistencia: 28 000 espectadores Árbitro(s): Wilton Sampaio | Asistencia: 28 000 espectadores Árbitro(s): Wilton Sampaio |

| 8 de agosto de 2017, 19:15 (UTC-3) | Lanús    | 1:0 (0:0) | The Strongest | Estadio Ciudad de Lanús, Lanús                           |                                                          |
|                                    | Sand 84' | Reporte   |               | Asistencia: 20 000 espectadores Árbitro(s): Andrés Cunha | Asistencia: 20 000 espectadores Árbitro(s): Andrés Cunha |

| 5 de julio de 2017, 19:15 (UTC-3) | Atlético Paranaense    | 2:3 (1:1) | Santos                              | Estadio Durival Britto, Curitiba                          |                                                           |
|                                   | Nikão 6' · Éderson 71' | Reporte   | Kayke 24', 67' · Bruno Henrique 56' | Asistencia: 15 770 espectadores Árbitro(s): Roberto Tobar | Asistencia: 15 770 espectadores Árbitro(s): Roberto Tobar |

| 10 de agosto de 2017, 21:45 (UTC-3) | Santos             | 1:0 (0:0) | Atlético Paranaense | Estadio Urbano Caldeira, Santos                            |                                                            |
|                                     | Bruno Henrique 77' | Reporte   |                     | Asistencia: 12 380 espectadores Árbitro(s): Mauro Vigliano | Asistencia: 12 380 espectadores Árbitro(s): Mauro Vigliano |

| 5 de julio de 2017, 19:45 (UTC-5) | Barcelona   | 1:0 (0:0) | Palmeiras | Estadio Monumental, Guayaquil                                |                                                              |
|                                   | Álvez 90+1' | Reporte   |           | Asistencia: 33 118 espectadores Árbitro(s): Patricio Loustau | Asistencia: 33 118 espectadores Árbitro(s): Patricio Loustau |

| 9 de agosto de 2017, 21:45 (UTC-3) | Palmeiras                                                    | 1:0 (0:0) (4:5 p.)         | Barcelona                                         | Allianz Parque, São Paulo                                 |                                                           |
|                                    | Moisés 50'                                                   | Reporte                    |                                                   | Asistencia: 39 310 espectadores Árbitro(s): Néstor Pitana | Asistencia: 39 310 espectadores Árbitro(s): Néstor Pitana |
|                                    |                                                              | Tiros desde el punto penal |                                                   |                                                           |                                                           |
|                                    | Guerra · Tchê Tchê · Bruno Henrique · Keno · Moisés · Egídio |                            | Álvez · Oyola · Castillo · Caicedo · Díaz · Ayoví |                                                           |                                                           |

| 6 de julio de 2017, 21:45 (UTC-3) | Nacional | 0:1 (0:1) | Botafogo       | Estadio Gran Parque Central, Montevideo                    |                                                            |
|                                   |          | Reporte   | João Paulo 37' | Asistencia: 12 000 espectadores Árbitro(s): Julio Bascuñán | Asistencia: 12 000 espectadores Árbitro(s): Julio Bascuñán |

| 10 de agosto de 2017, 19:15 (UTC-3) | Botafogo                           | 2:0 (2:0) | Nacional | Estadio Olímpico Nilton Santos, Río de Janeiro            |                                                           |
|                                     | Bruno Silva 2' · Rodrigo Pimpão 5' | Reporte   |          | Asistencia: 40 050 espectadores Árbitro(s): Wilmar Roldán | Asistencia: 40 050 espectadores Árbitro(s): Wilmar Roldán |

| 4 de julio de 2017, 19:15 (UTC-3) | Godoy Cruz | 0:1 (0:1) | Grêmio    | Estadio Malvinas Argentinas, Mendoza                             |                                                                  |
|                                   |            | Reporte   | Ramiro 1' | Asistencia: 17 000 espectadores Árbitro(s): Víctor Hugo Carrillo | Asistencia: 17 000 espectadores Árbitro(s): Víctor Hugo Carrillo |

| 9 de agosto de 2017, 19:15 (UTC-3) | Grêmio               | 2:1 (1:1) | Godoy Cruz | Arena do Grêmio, Porto Alegre                               |                                                             |
|                                    | Pedro Rocha 28', 59' | Reporte   | Correa 13' | Asistencia: 38 797 espectadores Árbitro(s): Enrique Cáceres | Asistencia: 38 797 espectadores Árbitro(s): Enrique Cáceres |

### Cuartos de final
| 14 de septiembre de 2017, 21:45 (UTC-4) | Jorge Wilstermann                      | 3:0 (1:0) | River Plate | Estadio Félix Capriles, Cochabamba                       |                                                          |
|                                         | Zenteno 4' · Álvarez 50' · Machado 81' | Reporte   |             | Asistencia: 27 000 espectadores Árbitro(s): Sandro Ricci | Asistencia: 27 000 espectadores Árbitro(s): Sandro Ricci |

| 21 de septiembre de 2017, 19:15 (UTC-3) | River Plate                                                    | 8:0 (4:0) | Jorge Wilstermann | Estadio Monumental, Buenos Aires                           |                                                            |
|                                         | Scocco 8', 13', 19', 46', 57' · Pérez 35', 66' · Fernández 52' | Reporte   |                   | Asistencia: 61 000 espectadores Árbitro(s): Julio Bascuñán | Asistencia: 61 000 espectadores Árbitro(s): Julio Bascuñán |

| 13 de septiembre de 2017, 19:15 (UTC-3) | San Lorenzo            | 2:0 (1:0) | Lanús | Estadio Pedro Bidegain, Buenos Aires                      |                                                           |
|                                         | Blandi 33', 50' (pen.) | Reporte   |       | Asistencia: 30 000 espectadores Árbitro(s): Wilmar Roldán | Asistencia: 30 000 espectadores Árbitro(s): Wilmar Roldán |

| 21 de septiembre de 2017, 21:45 (UTC-3) | Lanús                                 | 2:0 (2:0) (4:3 p.)         | San Lorenzo                                      | Estadio Ciudad de Lanús, Lanús                              |                                                             |
|                                         | Sand 10' · Pasquini 15'               | Reporte                    |                                                  | Asistencia: 25 000 espectadores Árbitro(s): Enrique Cáceres | Asistencia: 25 000 espectadores Árbitro(s): Enrique Cáceres |
|                                         |                                       | Tiros desde el punto penal |                                                  |                                                             |                                                             |
|                                         | Silva · Pasquini · Braghieri · Acosta |                            | Belluschi · Caruzzo · Rodríguez · Botta · Blandi |                                                             |                                                             |

| 13 de septiembre de 2017, 19:45 (UTC-5) | Barcelona | 1:1 (0:0) | Santos             | Estadio Monumental, Guayaquil                                |                                                              |
|                                         | Álvez 78' | Reporte   | Bruno Henrique 46' | Asistencia: 49 286 espectadores Árbitro(s): Daniel Fedorczuk | Asistencia: 49 286 espectadores Árbitro(s): Daniel Fedorczuk |

| 20 de septiembre de 2017, 21:45 (UTC-3) | Santos | 0:1 (0:0) | Barcelona | Estadio Urbano Caldeira, Santos                                  |                                                                  |
|                                         |        | Reporte   | Álvez 67' | Asistencia: 12 730 espectadores Árbitro(s): Víctor Hugo Carrillo | Asistencia: 12 730 espectadores Árbitro(s): Víctor Hugo Carrillo |

| 13 de septiembre de 2017, 21:45 (UTC-3) | Botafogo | 0:0     | Grêmio | Estadio Olímpico Nilton Santos, Río de Janeiro          |                                                         |
|                                         |          | Reporte |        | Asistencia: 36 034 espectadores Árbitro(s): José Argote | Asistencia: 36 034 espectadores Árbitro(s): José Argote |

| 20 de septiembre de 2017, 21:45 (UTC-3) | Grêmio      | 1:0 (0:0) | Botafogo | Arena do Grêmio, Porto Alegre                                |                                                              |
|                                         | Barrios 62' | Reporte   |          | Asistencia: 50 517 espectadores Árbitro(s): Patricio Loustau | Asistencia: 50 517 espectadores Árbitro(s): Patricio Loustau |

### Semifinales
| 24 de octubre de 2017, 19:15 (UTC-3) | River Plate | 1:0 (0:0) | Lanús | Estadio Monumental, Buenos Aires                           |                                                            |
|                                      | Scocco 81'  | Reporte   |       | Asistencia: 55 000 espectadores Árbitro(s): Wilton Sampaio | Asistencia: 55 000 espectadores Árbitro(s): Wilton Sampaio |

| 31 de octubre de 2017, 21:15 (UTC-3) | Lanús                                           | 4:2 (1:2) | River Plate                     | Estadio Ciudad de Lanús, Lanús                            |                                                           |
|                                      | Sand 45+1', 46' · Acosta 62' · Silva 68' (pen.) | Reporte   | Scocco 16' (pen.) · Montiel 21' | Asistencia: 40 000 espectadores Árbitro(s): Wilmar Roldán | Asistencia: 40 000 espectadores Árbitro(s): Wilmar Roldán |

| 25 de octubre de 2017, 18:45 (UTC-5) | Barcelona | 0:3 (0:2) | Grêmio                     | Estadio Monumental, Guayaquil                             |                                                           |
|                                      |           | Reporte   | Luan 7', 50' · Edilson 20' | Asistencia: 60 500 espectadores Árbitro(s): Néstor Pitana | Asistencia: 60 500 espectadores Árbitro(s): Néstor Pitana |

| 1 de noviembre de 2017, 21:45 (UTC-2) | Grêmio | 0:1 (0:1) | Barcelona | Arena do Grêmio, Porto Alegre                             |                                                           |
|                                       |        | Reporte   | Álvez 32' | Asistencia: 54 128 espectadores Árbitro(s): Roberto Tobar | Asistencia: 54 128 espectadores Árbitro(s): Roberto Tobar |

### Final

#### Ida
| 22 de noviembre de 2017, 21:45 (UTC-2) | Grêmio     | 1:0 (0:0) | Lanús | Arena do Grêmio, Porto Alegre                              |                                                            |
|                                        | Santos 82' | Reporte   |       | Asistencia: 55 188 espectadores Árbitro(s): Julio Bascuñán | Asistencia: 55 188 espectadores Árbitro(s): Julio Bascuñán |

| 1          | POR        | Marcelo Grohe    |     |
| 2          | DEF        | Edílson          |     |
| 3          | DEF        | Pedro Geromel    |     |
| 4          | DEF        | Walter Kannemann |     |
| 12         | DEF        | Bruno Cortez     |     |
| 25         | MED        | Jailson          | 71' |
| 29         | MED        | Arthur           |     |
| 17         | MED        | Ramiro           |     |
| 7          | MED        | Luan             |     |
| 21         | MED        | Fernandinho      | 56' |
| 18         | DEL        | Lucas Barrios    | 73' |
| Entrenador | Entrenador | Renato Gaúcho    |     |

| 31         | POR        | Esteban Andrada         |     |
| 4          | DEF        | José Luis Gómez         |     |
| 23         | DEF        | Rolando García Guerreño |     |
| 6          | DEF        | Diego Braghieri         |     |
| 3          | DEF        | Maximiliano Velázquez   | 78' |
| 10         | MED        | Román Martínez          |     |
| 30         | MED        | Iván Marcone            |     |
| 21         | MED        | Nicolás Pasquini        |     |
| 16         | MED        | Alejandro Silva         |     |
| 9          | DEL        | José Sand               |     |
| 7          | DEL        | Lautaro Acosta          |     |
| Entrenador | Entrenador | Jorge Almirón           |     |

| 11 | DEL | Everton       | 56' |
| 27 | MED | Cícero Santos | 71' |
| 9  | DEL | Jael Ferreira | 73' |

| 19 | MED | Nicolás Aguirre | 78' |

| Anotado | 82' | Cícero Santos | 1:0 |

|  |  |  |  |

| Amonestado | 40' | Walter Kannemann |
| Amonestado | 43' | Jailson          |
| Amonestado | 73' | Cícero Santos    |

| Amonestado | 23'   | Lautaro Acosta          |
| Amonestado | 40'   | Rolando García Guerreño |
| Amonestado | 75'   | Maximiliano Velázquez   |
| Amonestado | 90+4' | Diego Braghieri         |

| Árbitro              | Julio Bascuñán      |
| Árbitros asistentes  | Carlos Astroza      |
| Árbitros asistentes  | Christian Schiemann |
| Cuarto árbitro       | Diego Haro          |
| Adicionales VAR      | Jesús Valenzuela    |
| Adicionales VAR      | Roddy Zambrano      |
| Adicionales VAR      | Christian Lescano   |
| Asesor internacional | Carlos Torres       |
| Comisión de árbitros | Wilson Seneme       |

| 1          | POR        | Marcelo Grohe    |     |
| 2          | DEF        | Edílson          |     |
| 3          | DEF        | Pedro Geromel    |     |
| 4          | DEF        | Walter Kannemann |     |
| 12         | DEF        | Bruno Cortez     |     |
| 25         | MED        | Jailson          | 71' |
| 29         | MED        | Arthur           |     |
| 17         | MED        | Ramiro           |     |
| 7          | MED        | Luan             |     |
| 21         | MED        | Fernandinho      | 56' |
| 18         | DEL        | Lucas Barrios    | 73' |
| Entrenador | Entrenador | Renato Gaúcho    |     |

| 31         | POR        | Esteban Andrada         |     |
| 4          | DEF        | José Luis Gómez         |     |
| 23         | DEF        | Rolando García Guerreño |     |
| 6          | DEF        | Diego Braghieri         |     |
| 3          | DEF        | Maximiliano Velázquez   | 78' |
| 10         | MED        | Román Martínez          |     |
| 30         | MED        | Iván Marcone            |     |
| 21         | MED        | Nicolás Pasquini        |     |
| 16         | MED        | Alejandro Silva         |     |
| 9          | DEL        | José Sand               |     |
| 7          | DEL        | Lautaro Acosta          |     |
| Entrenador | Entrenador | Jorge Almirón           |     |

| 11 | DEL | Everton       | 56' |
| 27 | MED | Cícero Santos | 71' |
| 9  | DEL | Jael Ferreira | 73' |

| 19 | MED | Nicolás Aguirre | 78' |

| Anotado | 82' | Cícero Santos | 1:0 |

|  |  |  |  |

| Amonestado | 40' | Walter Kannemann |
| Amonestado | 43' | Jailson          |
| Amonestado | 73' | Cícero Santos    |

| Amonestado | 23'   | Lautaro Acosta          |
| Amonestado | 40'   | Rolando García Guerreño |
| Amonestado | 75'   | Maximiliano Velázquez   |
| Amonestado | 90+4' | Diego Braghieri         |

| Árbitro              | Julio Bascuñán      |
| Árbitros asistentes  | Carlos Astroza      |
| Árbitros asistentes  | Christian Schiemann |
| Cuarto árbitro       | Diego Haro          |
| Adicionales VAR      | Jesús Valenzuela    |
| Adicionales VAR      | Roddy Zambrano      |
| Adicionales VAR      | Christian Lescano   |
| Asesor internacional | Carlos Torres       |
| Comisión de árbitros | Wilson Seneme       |

#### Vuelta
| 29 de noviembre de 2017, 20:45 (UTC-3) | Lanús           | 1:2 (0:2) | Grêmio                     | Estadio Ciudad de Lanús, Lanús                              |                                                             |
|                                        | Sand 71' (pen.) | Reporte   | Fernandinho 26' · Luan 41' | Asistencia: 45 000 espectadores Árbitro(s): Enrique Cáceres | Asistencia: 45 000 espectadores Árbitro(s): Enrique Cáceres |

| 28         | POR        | Esteban Andrada         |     |
| 4          | DEF        | José Luis Gómez         |     |
| 2          | DEF        | Marcelo Herrera         | 65' |
| 23         | DEF        | Rolando García Guerreño |     |
| 3          | DEF        | Maximiliano Velázquez   | 87' |
| 10         | MED        | Román Martínez          |     |
| 30         | MED        | Iván Marcone            |     |
| 21         | MED        | Nicolás Pasquini        |     |
| 16         | DEL        | Alejandro Silva         | 77' |
| 9          | DEL        | José Sand               |     |
| 7          | DEL        | Lautaro Acosta          |     |
| Entrenador | Entrenador | Jorge Almirón           |     |

| 1          | POR        | Marcelo Grohe |     |
| 2          | DEF        | Edílson       |     |
| 3          | DEF        | Pedro Geromel |     |
| 4          | DEF        | Bressan       | 81' |
| 12         | DEF        | Bruno Cortez  |     |
| 29         | MED        | Arthur        | 51' |
| 25         | MED        | Jailson       |     |
| 17         | MED        | Ramiro        |     |
| 7          | MED        | Luan          |     |
| 21         | MED        | Fernandinho   |     |
| 18         | DEL        | Lucas Barrios | 75' |
| Entrenador | Entrenador | Renato Gaúcho |     |

| 25 | DEL | Marcelino Moreno | 65' |
| 14 | MED | Matías Rojas     | 77' |
| 17 | DEL | Germán Denis     | 87' |

| 5  | MED | Michel        | 51' |
| 27 | MED | Cícero Santos | 75' |
| 15 | DEF | Rafael Thyere | 82' |

| Anotado · Penal | 71' | José Sand | 1:2 |

| Anotado | 26' | Fernandinho | 0:1 |
| Anotado | 41' | Luan        | 0:2 |

| Amonestado | 5'  | Rolando García Guerreño |
| Amonestado | 20' | Maximiliano Velázquez   |
| Amonestado | 70' | Alejandro Silva         |

| Amonestado | 25'   | Edílson       |
| Amonestado | 70'   | Jailson       |
| Amonestado | 70'   | Bruno Cortez  |
| Amonestado | 82'   | Ramiro        |
| Amonestado | 90+1' | Marcelo Grohe |

|  |  |  |

| Otorgado · Expulsado | 82' | Ramiro |

| Árbitro              | Enrique Cáceres      |
| Árbitros asistentes  | Eduardo Cardozo      |
| Árbitros asistentes  | Juan Zorrilla        |
| Cuarto árbitro       | Eber Aquino          |
| Adicionales VAR      | Mario Díaz de Vivar  |
| Adicionales VAR      | Víctor Hugo Carrillo |
| Adicionales VAR      | Milcíades Saldívar   |
| Asesor internacional | Héctor Baldassi      |
| Comisión de árbitros | Wilson Seneme        |

| 28         | POR        | Esteban Andrada         |     |
| 4          | DEF        | José Luis Gómez         |     |
| 2          | DEF        | Marcelo Herrera         | 65' |
| 23         | DEF        | Rolando García Guerreño |     |
| 3          | DEF        | Maximiliano Velázquez   | 87' |
| 10         | MED        | Román Martínez          |     |
| 30         | MED        | Iván Marcone            |     |
| 21         | MED        | Nicolás Pasquini        |     |
| 16         | DEL        | Alejandro Silva         | 77' |
| 9          | DEL        | José Sand               |     |
| 7          | DEL        | Lautaro Acosta          |     |
| Entrenador | Entrenador | Jorge Almirón           |     |

| 1          | POR        | Marcelo Grohe |     |
| 2          | DEF        | Edílson       |     |
| 3          | DEF        | Pedro Geromel |     |
| 4          | DEF        | Bressan       | 81' |
| 12         | DEF        | Bruno Cortez  |     |
| 29         | MED        | Arthur        | 51' |
| 25         | MED        | Jailson       |     |
| 17         | MED        | Ramiro        |     |
| 7          | MED        | Luan          |     |
| 21         | MED        | Fernandinho   |     |
| 18         | DEL        | Lucas Barrios | 75' |
| Entrenador | Entrenador | Renato Gaúcho |     |

| 25 | DEL | Marcelino Moreno | 65' |
| 14 | MED | Matías Rojas     | 77' |
| 17 | DEL | Germán Denis     | 87' |

| 5  | MED | Michel        | 51' |
| 27 | MED | Cícero Santos | 75' |
| 15 | DEF | Rafael Thyere | 82' |

| Anotado · Penal | 71' | José Sand | 1:2 |

| Anotado | 26' | Fernandinho | 0:1 |
| Anotado | 41' | Luan        | 0:2 |

| Amonestado | 5'  | Rolando García Guerreño |
| Amonestado | 20' | Maximiliano Velázquez   |
| Amonestado | 70' | Alejandro Silva         |

| Amonestado | 25'   | Edílson       |
| Amonestado | 70'   | Jailson       |
| Amonestado | 70'   | Bruno Cortez  |
| Amonestado | 82'   | Ramiro        |
| Amonestado | 90+1' | Marcelo Grohe |

|  |  |  |

| Otorgado · Expulsado | 82' | Ramiro |

| Árbitro              | Enrique Cáceres      |
| Árbitros asistentes  | Eduardo Cardozo      |
| Árbitros asistentes  | Juan Zorrilla        |
| Cuarto árbitro       | Eber Aquino          |
| Adicionales VAR      | Mario Díaz de Vivar  |
| Adicionales VAR      | Víctor Hugo Carrillo |
| Adicionales VAR      | Milcíades Saldívar   |
| Asesor internacional | Héctor Baldassi      |
| Comisión de árbitros | Wilson Seneme        |

|                            |
| Bandera de Brasil          |
| Campeón Grêmio 3.er título |

## Estadísticas y premios

### Mejor Jugador
| Jugador | Club   |
| ------- | ------ |
| Luan    | Grêmio |

### Goleadores
| Jugador             | Club             | Goles | PJ |
| ------------------- | ---------------- | ----- | -- |
| José Sand           | Lanús            | 9     | 14 |
| Ignacio Scocco      | River Plate      | 8     | 6  |
| Alejandro Chumacero | The Strongest    | 8     | 10 |
| Luan                | Grêmio           | 8     | 12 |
| Fred                | Atlético Mineiro | 6     | 7  |
| Jonathan Álvez      | Barcelona        | 6     | 10 |
| Lucas Barrios       | Grêmio           | 6     | 13 |
| Emanuel Herrera     | FBC Melgar       | 4     | 6  |

### Asistentes
| Jugador         | Club          | Asistencias |
| --------------- | ------------- | ----------- |
| Lucas Lima      | Santos        | 6           |
| Pablo Escobar   | The Strongest | 5           |
| Matías Alonso   | The Strongest | 5           |
| Marcos Mondaini | Emelec        | 4           |
| Alejandro Silva | Lanús         | 4           |

### Equipo Ideal
| Equipo Ideal 2017 | Equipo Ideal 2017 | Equipo Ideal 2017 |
| Pos.              | Futbolista        | Equipo            |
| ----------------- | ----------------- | ----------------- |
| Guardameta        | Marcelo Grohe     | Grêmio            |
| Defensa           | Edílson           | Grêmio            |
| Defensa           | Pedro Geromel     | Grêmio            |
| Defensa           | Diego Braghieri   | Lanús             |
| Defensa           | Bruno Cortez      | Grêmio            |
| Centrocampista    | Iván Marcone      | Lanús             |
| Centrocampista    | Leonardo Ponzio   | River Plate       |
| Centrocampista    | Arthur            | Grêmio            |
| Delantero         | Luan              | Grêmio            |
| Delantero         | José Sand         | Lanús             |
| Delantero         | Lautaro Acosta    | Lanús             |